# Stadecken-Elsheim
Stadecken-Elsheim – miejscowość i gmina w Niemczech, w kraju związkowym Nadrenia-Palatynat, w powiecie Mainz-Bingen, wchodzi w skład gminy związkowej Nieder-Olm.

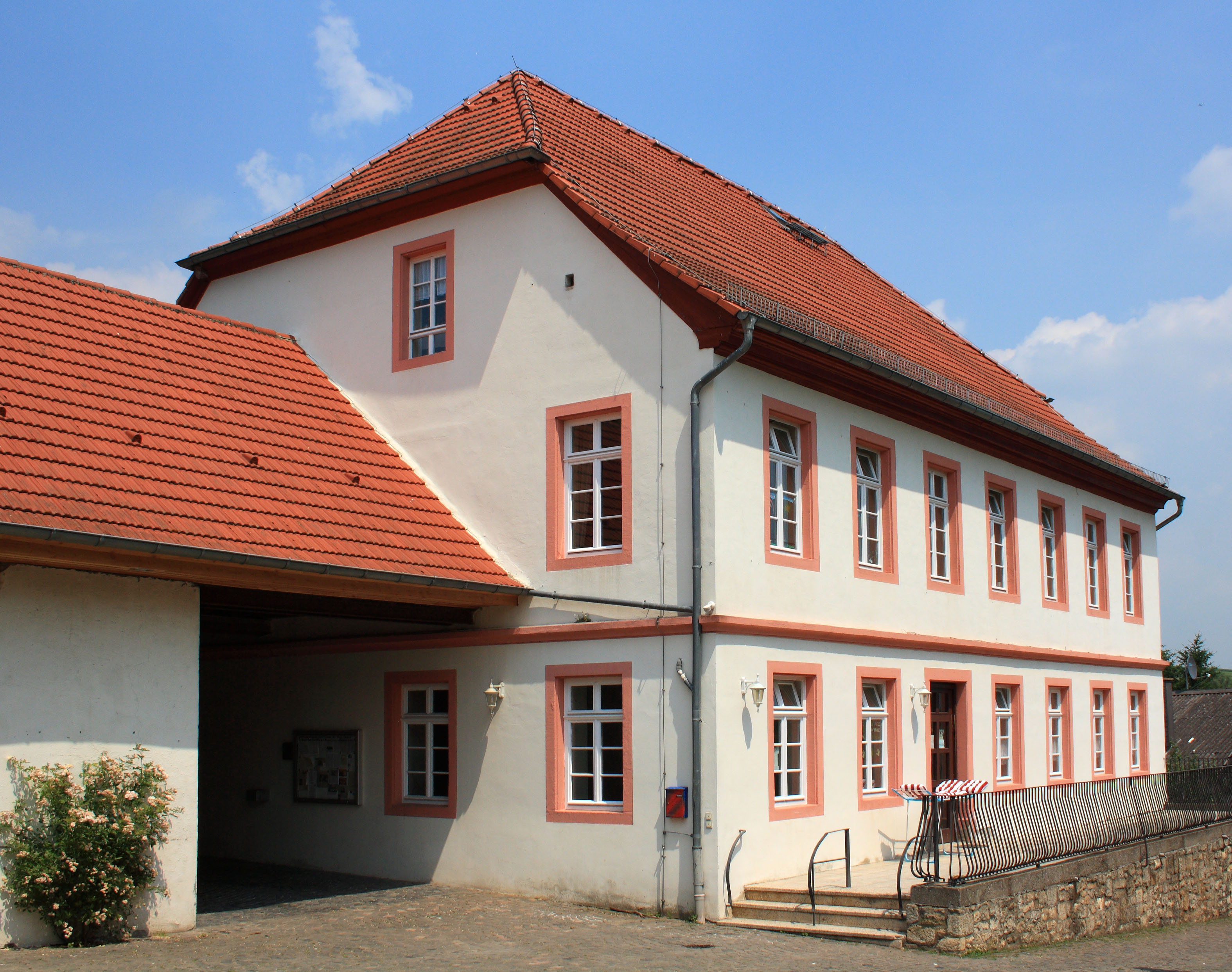
Ratusz

## Współpraca
Miejscowości partnerskie:
- Bovolone, Włochy
- Ershausen – dzielnica Schimberga, Turyngia
- Rupt-sur-Moselle, Francja
- Wilbich – dzielnica Schimberga, Turyngia